# Regionalna Instytucja Finansująca
Regionalna Instytucja Finansująca, RIF – 16 instytucji działających na terenie każdego województwa. Ich głównym zadaniem jest kontraktowanie oraz wdrażanie funduszy strukturalnych (i kończących się już przedakcesyjnych) na terenie danych województw.
Do głównych zadań RIF należą:
- świadczenie usług informacyjnych nt. funduszy strukturalnych,
- przyjmowanie wniosków,
- ocena formalna (od 2006 roku także ekonomiczno techniczna) wniosków,
- podpisywanie umów z Przedsiębiorcami, którzy otrzymali dofinansowanie,
- rozliczanie dotacji i opiniowanie wniosków o płatność.